# Bybranden i Trondheim 1841
Bybranden i Trondheim 1841 begyndte den 24. april 1841 i den nordlige del af Midtbyen, hvor over 330 bygårde og 39 søboder brændte ned, og omkring 2.000 personer blev hjemløse. Branden er en af de større bybrande i Trondheim, og den blev efterfulgt ni måneder senere af den store brand i 1842, der hærgede de vestlige dele af Midtbyen.
Branden opstod hos snedker Rønning i Jomfrugata kl. 14.00, hvor en tjenestepige angiveligt havde været uforsigtig med åben ild i et bryghus. Stormvejr med sydvestenvind den dag gjorde, at ilden hurtigt spredte sig og bredte sig over elleve karréer. Den ramte området mellem Fjordgata i nord, Kjøpmannsgata i øst, Munkegata i vest og Dronningens gate mod syd. Selv Stiftsgårdens tagkonstruktion på hjørnet af Munkegata og Dronningens gate blev antændt, men her lykkedes det at slukke branden og redde bygningen.
Skaderne blev anslået til omkring to millioner spesidaler. Tjenestepigen fra Jomfrugata blev senere kendt skyldig i uagtsom omgang med ild og idømt et halvt års fængsel i tugthuset. Trondheim modtog nødhjælp fra flere steder i Europa kort tid efter brandens hærgen – blandt andet fra kong Ludvig-Filip af Frankrig og fra London, som forærede byen en Tilley brandsprøjte.
Efter branden blev der fremsat forslag om murtvang (krav om murbyggeri), og de nye bygårde blev genopført med skrå hjørner for at lette fremkommeligheden for brandvogne. Flere mindre smågader blev bevaret i deres oprindelige forløb, og bygårdene blev i høj grad genopført i træ – dog med tegltag i stedet for græstørv eller brædder. Mange træhuse blev hurtigt opført som følge af akut boligmangel, og fordi man importerede færdiglaftede husdele – en tidlig form for fabrikshus eller typehus. Som en del af reguleringsarbejdet efter branden blev blandt andet Lilletorvet oprettet, og Casperveita blev udvidet og genopstod som Thomas Angells gate.